# 佩耳库纳斯条纹
佩耳库纳斯条纹（Perkunas Virgae）是土星的天然卫星土卫六上的一道彩色条纹。
 

## 特征
佩耳库纳斯条纹的中心坐标位于南纬27度、西经162度处，最宽处约为980公里。
 

## 观察
佩耳库纳斯条纹是在“卡西尼号”任务传回的图像中发现的，其名称取自立陶宛神话中的雷电之神和雨神佩耳库纳斯。
 